# Rüdiger Weißbach
Rüdiger Weißbach (* 13. Oktober 1962 in Bremen) ist Professor für Wirtschaftsinformatik am Department Wirtschaft der HAW Hamburg. Seine Arbeitsschwerpunkte sind IT-Management, Requirements Engineering und Projektmanagement sowie der IT-Einsatz in KMU.

## Leben
Rüdiger Weißbach besuchte das Gymnasium Bremen-Blumenthal und studierte Kommunikationswissenschaften und Musikwissenschaften an der Freien Universität Berlin und der Technischen Universität Berlin. Nach dem Magisterabschluss war er freiberuflich für den Rundfunk sowie hauptberuflich bei einem Unternehmen der Elektroindustrie und bei einem Finanzdienstleister tätig. Thema seiner Promotion zum Dr. phil. am Arbeitsbereich Informationswissenschaften des Fachbereichs Politik- und Sozialwissenschaften der Freien Universität Berlin im Jahr 2000 war die Diffusion von ISDN. Als Lehrbeauftragter arbeitete er an der Universität Göttingen, der Freien Universität Berlin und der HAW Hamburg. Seit 2009 ist er Hochschullehrer an der HAW Hamburg. 2012 lehrte er im Rahmen eines Gastaufenthalts an der Technischen Universität Shanghai (USST).
Rüdiger Weißbach ist Gesellschafter des IUK-Instituts Dortmund und Mitglied der Gesellschaft für Informatik.